# Gabrielle Antille Gaillard
Gabrielle Antille Gaillard (Sierre, 21 juli 1944) is een Zwitserse econome en hooglerares.

## Biografie
Gabrielle Antille Gaillard behaalde in 1966 haar licentie in de economische wetenschappen aan de Universiteit van Genève. In 1977 doctoreerde ze in dit domein. Van 1991 tot 2009 was ze gewoon hooglerares economische politiek aan dezelfde universiteit. Binnen de Zwitserse overheidsadministratie was ze van 1992 tot 2001 lid van de conjunctuurcommissie en van 1997 tot 2003 van de federale statistiekcommissie.